# Tem phiếu
Tem phiếu hay còn gọi là chế độ tem phiếu là các con tem hoặc giấy được chính phủ cấp cho phép người sở hữu được nhận thực phẩm hoặc các loại hàng hóa hoặc nhu yếu phẩm thiếu thốn trong thời chiến hoặc khi đang trong tình trạng khẩn cấp. Tem phiếu được cả hai phe sử dụng rộng rãi trong Thế chiến II  khi chiến sự làm cho việc cung cấp hàng hóa bị gián đoạn. Hệ thống tem phiếu cũng được sử dụng sau khi chiến tranh kết thúc khi nền kinh tế của các bên tham chiến đang trong giai đoạn dần dần phục hồi.

## Hình ảnh

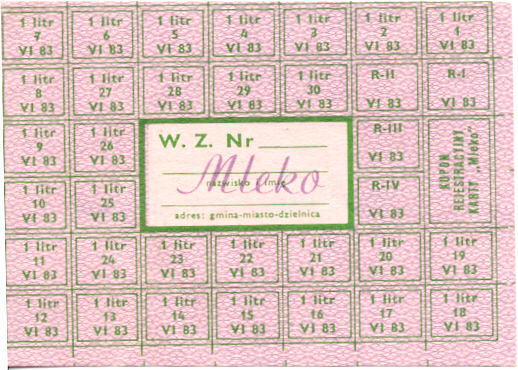
Tem phiếu cung cấp sữa của Ba Lan năm 1983.
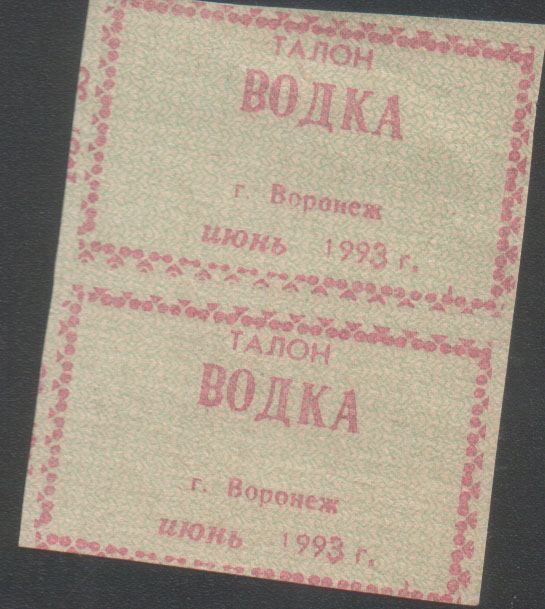
Tem phiếu cho rượu Vodka của Nga năm 1993.